# Clethra oleoides
Clethra oleoides är en tvåhjärtbladig växtart som beskrevs av Louis Otho Otto Williams. Clethra oleoides ingår i släktet Clethra och familjen Clethraceae. Inga underarter finns listade i Catalogue of Life.